# Destruição (DC Comics)
Destruição é um personagem de histórias em quadrinhos, um dos sete Perpétuos, família de poderosos seres descrita na revista Sandman e que são representações antropomórficas de aspectos comuns a todas as pessoas:  Destino, Desencarnação (ou Morte), Devaneio (ou Sonho), Delírio, Desejo, Desespero e Destruição. Extrovertido, está sempre tentando alegrar a todos (o que é exatamente o contrário que se esperaria dele) e com certeza é o mais inocente e otimista, sempre esperando que o bem prevaleça.
Por ordem de nascimento, é o irmão do meio entre os Perpétuos. É um dos mais poderosos Perpétuos, pelo fato de ser imune a qualquer tipo de poder e também por ter a capacidade de destruir qualquer ser.
Ele é um homem robusto, ruivo, que costumava ter uma barba espessa (apesar de não ter barba nenhuma atualmente). Ele abandonou suas responsabilidades de Perpétuo há alguns séculos atrás, causando muitos conflitos entre ele e seus irmãos. É apaixonado por tarefas criativas e construtoras, mas demonstra pouco talento para elas. Seu símbolo é a espada. Há dúvidas se ele ainda é Destruição desde que abandonou seu reino, e ele é mais comumente chamado de "O Pródigo" ou "Irmão".